# Taufkirchen an der Trattnach
Taufkirchen an der Trattnach – miejscowość i gmina w Austrii, w kraju związkowym Górna Austria, w powiecie Grieskirchen. Liczy 1 955 mieszkańców.